# Wikipédia en gorontalo
Wikipédia en gorontalo (en gorontalo : Wikipedia bahasa Hulontalo) est l'édition de Wikipédia en gorontalo, langue philippine parlée dans le nord de Célèbes en Indonésie. L'édition est lancée le 18 avril 2018,,,. Son code est : gor.
Au 21 mars 2025, l'édition en gorontalo contient 14 799 articles et compte 6 824 contributeurs, dont 26 contributeurs actifs et 3 administrateurs.

## Présentation

Aire de diffusion du gorontalo.

## Statistiques
- Le 3 octobre 2022, l'édition en gorontalo contient 13 465 articles et compte 4 144 contributeurs, dont 30 contributeurs actifs et 2 administrateurs.
- Le 3 octobre 2024, elle contient 14 779 articles et compte 6 221 contributeurs, dont 33 contributeurs actifs et 3 administrateurs.